# Gerhard Plankensteiner
Gerhard Plankensteiner (* 8. April 1971 in Sterzing, Südtirol) ist ein ehemaliger italienischer Rennrodler.
Plankensteiner rodelte über 20 Jahre auf internationaler Ebene, zunächst im Ein-, dann im Doppelsitzer mit seinem Partner Oswald Haselrieder. In dieser Zeit gewann der Südtiroler zwei Goldmedaillen bei Weltmeisterschaften und eine olympische Bronzemedaille. Hinzu kommen fünf Weltcupsiege, die Plankensteiner und Haselrieder zwischen 1995 und 2008 erreichten.

## Karriere
Plankensteiner debütierte früh bei internationalen Rennen und gewann bereits 17-jährig bei den Rennrodel-Weltmeisterschaften 1989 in Winterberg die Goldmedaille im erstmals ausgetragenen Teamwettbewerb. Dort startete er im Einsitzer neben Norbert Huber. Zwei Jahre später wurde er bei der WM in Winterberg erneut im Teamwettbewerb eingesetzt, diesmal gewann Italien die Bronzemedaille. Es folgte eine Teilnahme an den olympischen Rodelwettkämpfen 1992, wo er im Einsitzer Elfter wurde. Damit platzierte er sich zwar im oberen Mittelfeld, dennoch war er der schlechteste der drei gestarteten Italiener.
Nach ausbleibendem Erfolg als Einzelpilot wechselte Plankensteiner Mitte der 1990er-Jahre zum Doppelsitzer, wo Oswald Haselrieder sein Partner wurde. Schon im Weltcup 1994/95 gelang den beiden Rodlern ihr erster Weltcupsieg in St. Moritz. Ein Jahr darauf gewannen sie die Bronzemedaille bei den Weltmeisterschaften 1996. Nach diesem guten Ergebnis vertraten sie Italien auch im Teamwettbewerb und erreichten dort ebenfalls den dritten Rang. Im gleichen Jahr gewannen sie die Silbermedaille bei den Europameisterschaften in Sigulda. Auch ein Jahr später wurden Plankensteiner und Haselrieder für den Teamwettbewerb nominiert; abermals gewannen sie Bronze. Zugleich erreichten sie in diesem Winter im Gesamtweltcup den zweiten Rang, wobei sie ihren zweiten Sieg im Einzelweltcup feierten. In den darauffolgenden Saisonen verlor das Doppel um Gerhard Plankensteiner den Status als bester Doppelsitzer in der italienischen Mannschaft. Trotz weiterhin konstant guten Ergebnissen zwischen Platz vier und acht bei Großereignissen von 1998 bis 2005 starteten sie bei Olympia sowohl 1998 als auch 2002 lediglich als Italien II. Die führende Position nahm ab 1999 das Doppel Christian Oberstolz/Patrick Gruber ein. Immerhin holten sie 2002 die Bronzemedaille bei den Europameisterschaften in Altenberg.
Ab 2004 verbesserten sich die Resultate von Plankensteiner/Haselrieder; in der Saison 2004/05 belegten sie den zweiten Rang in der Wertung des Challenge Cups. Bei den Olympischen Spielen 2006 gingen sie wieder als Italien I an den Start. Während Oberstolz und Gruber schon im ersten Durchgang die Chancen auf ein gutes Ergebnis verloren, fuhren Plankensteiner und Haselrieder in beiden Durchgängen gut und belegten mit 0,433 Sekunden Rückstand auf die siegreichen Österreicher Andreas und Wolfgang Linger den Bronzerang. Ein breites Medienecho – in Italien und im Ausland – bewirkte die Antwort Plankensteiners auf die Frage eines italienischen Reporters, ob er bei einem Sieg „dann Mamelis Hymne“, die Italienische Nationalhymne, gesungen hätte. Der Südtiroler antwortete, er kenne dieses Lied nicht, wodurch medial eine Diskussion über die Beziehung der Südtiroler Sportler zu Italien begonnen wurde. Plankensteiner entschuldigte die Aussage mit Verständnisproblemen, da er nicht so gut Italienisch spreche, er würde selbstverständlich die Hymne kennen. 2006 wurde Plankensteiner mit dem Verdienstorden „Cavaliere“ der Italienischen Republik ausgezeichnet. Nach den Olympischen Spielen behielten Plankensteiner und Haselrieder ihre gute Form und erreichten im Gesamtweltcup 2006/07 den dritten Platz mit einem Weltcupsieg, dem mittlerweile vierten, im letzten Rennen. 2008 eroberte das Duo die Bronzemedaille bei den Europameisterschaften in Cesana. Zwanzig Jahre nachdem Plankensteiner im Team Weltmeister geworden war, wiederholte er 2009 im Doppelsitzer diesen Triumph. Bei den Weltmeisterschaften in Lake Placid stellten er und sein Partner im ersten Durchgang einen neuen Streckenrekord auf und waren auch im zweiten Lauf die Schnellsten. Dadurch holten sie einen Vorsprung von sechs Hundertstelsekunden auf das zweitplatzierte deutsche Doppel André Florschütz/Torsten Wustlich heraus und gewannen. Bei den Olympischen Winterspielen 2010 im kanadischen Vancouver erreichten sie den neunten Platz. Im September 2010 gab Plankensteiner seinen Rücktritt vom Leistungssport bekannt und arbeitet jetzt als Förster in Südtirol.

## Erfolge

### Weltcupsiege
Doppelsitzer
| Nr. | Datum         | Ort            | Bahn                                |
| --- | ------------- | -------------- | ----------------------------------- |
| 1.  | 29. Jan. 1995 | St. Moritz     | Olympia Bob Run St. Moritz–Celerina |
| 2.  | 17. Feb. 1997 | Nagano         | Nagano City Bobsleigh and Luge Park |
| 3.  | 8. Dez. 2002  | Oberhof        | Rennrodelbahn Oberhof               |
| 4.  | 18. Feb. 2007 | Sigulda        | Rennrodel- und Bobbahn Sigulda      |
| 5.  | 30. Nov. 2008 | Innsbruck-Igls | Olympia Eiskanal Igls               |